# Тираспольский округ
Тираспольский округ — административно-территориальная единица Молдавской ССР, существовавшая в 1952—1953 годах. Административный центр — город Тирасполь.
Округ был образован 31 января 1952 года, когда вся территория Молдавской ССР была разделена на 4 округа.
Делился на 10 районов и 2 города окружного подчинения:
- Бендерский район — г. Бендеры
- Бульбокский район — с. Новые Анены
- Волонтировский район — с. Волонтировка
- Григориопольский район — пгт Григориополь
- Дубоссарский район — г. Дубоссары
- Кайнарский район — с. Тараклия
- Каушанский район — пгт Каушаны
- Олонештский район — с. Олонешты
- Слободзейский район — с. Слободзея
- Тираспольский район — г. Тирасполь
- город Бендеры
- город Тирасполь

15 июня 1953 года все округа Молдавской ССР были упразднены.